# Campeonato Mundial de Tiro al Plato de 1999
El XXVIII Campeonato Mundial de Tiro al Plato se celebró en Tampere (Finlandia) en el año 1999 bajo la organización de la Federación Internacional de Tiro Deportivo (ISSF) y la Federación Finlandesa de Tiro Deportivo.

## Resultados

### Masculino
| Evento               | Oro                                  | Plata                              | Bronce                         |
| -------------------- | ------------------------------------ | ---------------------------------- | ------------------------------ |
| Foso                 | Michael Diamond Australia 145+3 pts. | Alexéi Alipov · Rusia · 145+2 pts. | Manuel Silva Portugal 144 pts. |
| Foso (equipos)       | Australia 352                        | Rusia · 351                        | Estados Unidos 351             |
| Doble foso           | Daniele Di Spigno · Italia · 194     | Conny Persson · Suecia · 187       | Fehaid al-Deehani Kuwait 183   |
| Doble foso (equipos) | Italia · 416                         | Suecia · 401                       | China 400                      |
| Skeet                | Pietro Genga · Italia · 147+2        | Drew Harvey Reino Unido 147+0      | Andrea Benelli · Italia · 146  |
| Skeet (equipos)      | Italia · 368                         | Cuba · 360                         | Kuwait 359                     |

### Femenino
| Evento               | Oro                                 | Plata                             | Bronce                           |
| -------------------- | ----------------------------------- | --------------------------------- | -------------------------------- |
| Foso                 | Cindy Gentry Estados Unidos 94 pts. | Satu Pusila · Finlandia · 93 pts. | Delphine Racinet Francia 92 pts. |
| Foso (equipos)       | China 204                           | Francia 198                       | Italia · 198                     |
| Doble foso           | Pia Julin · Finlandia · 148         | Pia Hansen · Suecia · 140         | Yoshiko Miura Japón 139          |
| Doble foso (equipos) | China 302                           | Japón 297                         | Finlandia · 294                  |
| Skeet                | Erdzhanik Avetisian · Rusia · 96    | Cristina Vitali · Italia · 94     | Svetlana Demina · Rusia · 92     |
| Skeet (equipos)      | Rusia · 203                         | China 194                         | Reino Unido 189                  |

## Medallero
| Núm. | País           | Oro | Plata | Bronce | Total |
| ---- | -------------- | --- | ----- | ------ | ----- |
| 1    | Italia         | 4   | 1     | 2      | 7     |
| 2    | Rusia          | 2   | 2     | 1      | 5     |
| 3    | China          | 2   | 1     | 1      | 4     |
| 4    | Australia      | 2   | 0     | 0      | 2     |
| 5    | Finlandia      | 1   | 1     | 1      | 3     |
| 6    | Estados Unidos | 1   | 0     | 1      | 2     |
| 7    | Suecia         | 0   | 3     | 0      | 3     |
| 8    | Francia        | 0   | 1     | 1      | 2     |
|      | Japón          | 0   | 1     | 1      | 2     |
|      | Reino Unido    | 0   | 1     | 1      | 2     |
| 11   | Cuba           | 0   | 1     | 0      | 1     |
| 12   | Kuwait         | 0   | 0     | 2      | 2     |
| 13   | Portugal       | 0   | 0     | 1      | 1     |
|      | TOTAL          | 12  | 12    | 12     | 36    |